# Pagans in Vegas
Pagans in Vegas es el sexto álbum de estudio de la banda canadiense de new wave Metric. Será lanzado via on line a través de iTunes el 18 de septiembre de 2015. Fue precedido por el que hasta el momento son los dos sencillos del álbum: «The Shade» (11 de mayo de 2015) y «Cascades» (2 de junio de 2015). El mismo fue anunciado por las redes sociales a principios de junio y tendrá una versión EP limitada y autografiada en formato de casete.
Así como sucedió con su anterior álbum, la banda dio a conocer una aplicación para iOS y Android en la que se darían a conocer nuevas noticias sobre el álbum. También se publicarían canciones para escuchar con antelación al lanzamiento oficial del álbum. El 3 de septiembre la aplicación tendría todas las canciones desbloqueadas para su libre escucha 13 días antes del lanzamiento.
Además de ser el álbum más largo de la banda, es el único que contiene canciones instrumentales y una activa participación vocálica de James Shaw (The Other Side).

## Canciones
| N.º | Título                                                      | Duración |  |
| 1.  | «Lie Lie Lie»                                               | 4:15     |  |
| 2.  | «Fortunes»                                                  | 4:12     |  |
| 3.  | «The Shade»                                                 | 3:36     |  |
| 4.  | «Celebrate»                                                 | 4:00     |  |
| 5.  | «Cascades»                                                  | 5:24     |  |
| 6.  | «For Kicks»                                                 | 4:56     |  |
| 7.  | «Too Bad, So Sad»                                           | 3:24     |  |
| 8.  | «The Other Side»                                            | 3:51     |  |
| 9.  | «Blind Valentine»                                           | 3:22     |  |
| 10. | «The Governess»                                             | 4:01     |  |
| 11. | «The Face, Pt. I (Instrumental)»                            | 5:01     |  |
| 12. | «The Face, Pt. II (Instrumental)»                           | 3:20     |  |
| 13. | «Office Towers Escalate (Exclusiva por reserva via iTunes)» | 3:15     |  |

## Intérpretes
1. Emily Haines - Voz y sintetizadores.
2. James Shaw - Guitarra y voz.
3. Joshua Winstead - Bajo.
4. Joules Scott-Key - Batería.